# Rosny-sur-Seine
Rosny-sur-Seine ist eine französische Gemeinde im Département Yvelines in der Region Île-de-France. Die Gemeinde hat 7041 Einwohner (Stand: 1. Januar 2022) und liegt im Arrondissement Mantes-la-Jolie und im Kanton Mantes-la-Jolie. Die Einwohner werden Rosnéens genannt.

## Geografie
Rosny-sur-Seine liegt etwa 45 Kilometer westnordwestlich von Paris. Umgeben wird Rosny-sur-Seine von den Nachbargemeinden Rolleboise im Norden, Guernes im Nordosten, Mantes-la-Jolie und Buchelay im Osten, Jouy-Mauvoisin im Südosten, Perdreauville im Süden, Saint-Illiers-la-Ville im Südwesten, Lommoye und La Villeneuve-en-Chevrie im Westen sowie Bonnières-sur-Seine im Nordwesten.
Im Gemeindegebiet liegt der große Forêt de Rosny, ein Waldgebiet von 11,52 Quadratkilometern. Die Autoroute A13 führt durch Rosny-sur-Seine (ohne Anschluss).

## Geschichte
Der Ursprung der Gemeinde liegt in der gallorömischen Siedlung Rodonium. Im 11. Jahrhundert wird von der Familie Mauvoisin eine Burganlage errichtet. 1843 wird der Bahnhof an der Bahnstrecke Paris-Rouen eröffnet.

### Bevölkerungsentwicklung
| Jahr      | 1936 | 1946 | 1954 | 1962 | 1968 | 1975 | 1982 | 1990 | 1999 | 2006 | 2011 | 2021 |
| --------- | ---- | ---- | ---- | ---- | ---- | ---- | ---- | ---- | ---- | ---- | ---- | ---- |
| Einwohner | 1036 | 1189 | 1343 | 1560 | 2796 | 3541 | 3932 | 4606 | 4758 | 5043 | 5614 | 6929 |

## Sehenswürdigkeiten

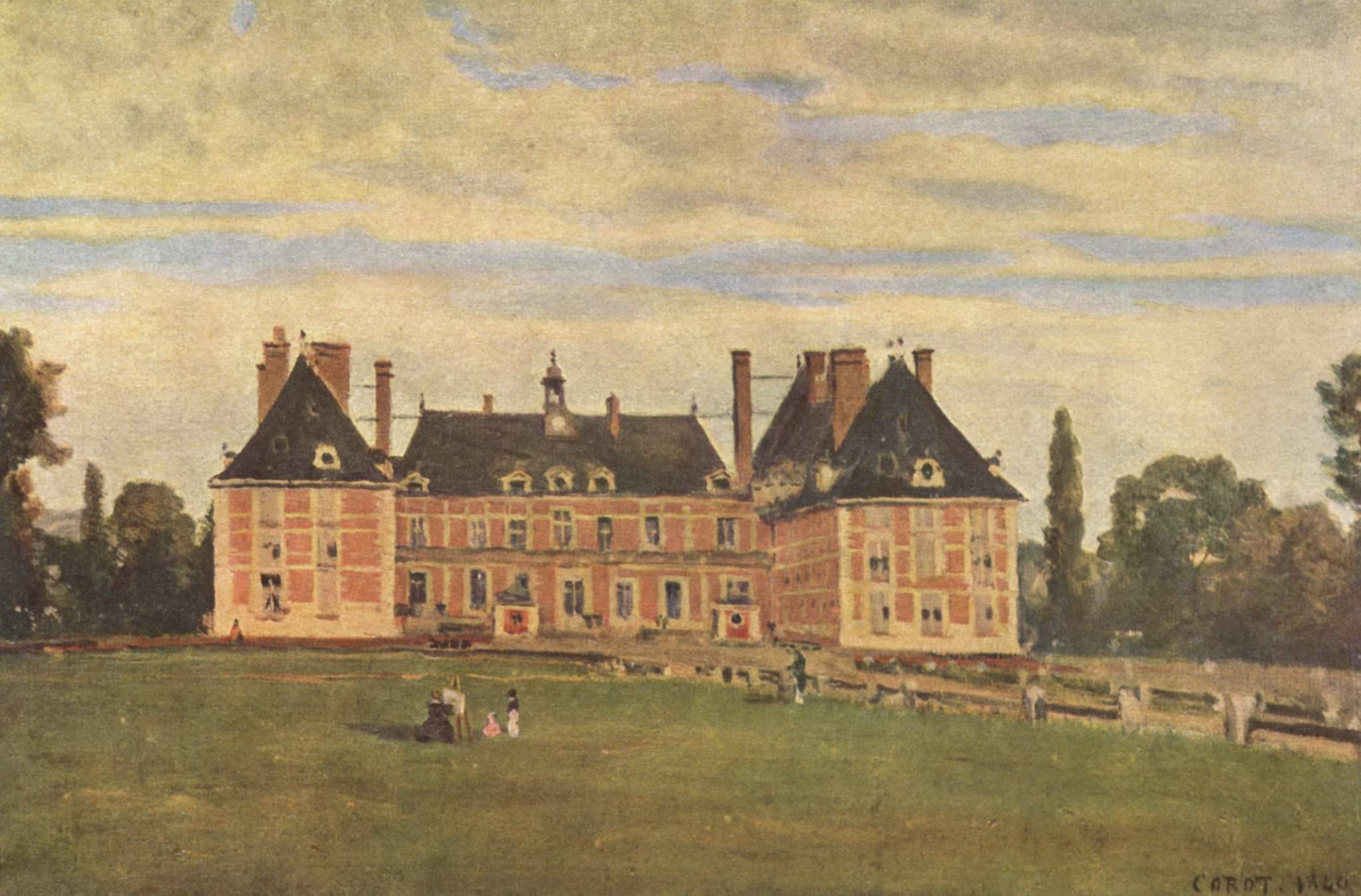
Schloss

Siehe auch: Liste der Monuments historiques in Rosny-sur-Seine
- Château de Rosny, errichtet Ende des 16. Jahrhunderts, mit einigen Umbauten im 19. Jahrhundert durch Joseph-Antoine Froelicher, Monument historique seit 1941
- Ehemaliges Hospice Saint-Charles

- Kapelle Saint-Charles

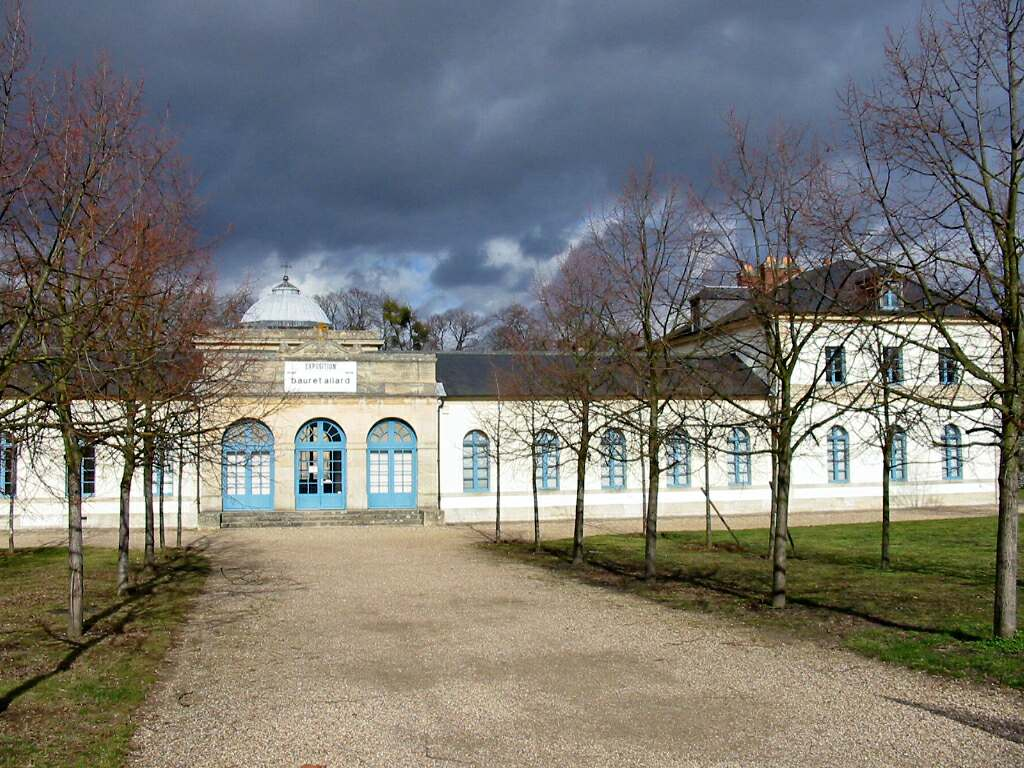
Ehemaliges Hospice Saint-Charles

- Neogotische Kirche St-Jean-Baptiste-St-Lupin

## Gemeindepartnerschaften
Mit der deutschen Gemeinde Lustadt in Rheinland-Pfalz besteht seit April 1981 eine Partnerschaft.

## Persönlichkeiten
- Maximilien de Béthune, duc de Sully (1559–1641), Marschall und Politiker